# Quan Triều
Quan Triều (thường được nói trại là Quán Triều) là một phường thuộc thành phố Thái Nguyên, tỉnh Thái Nguyên, Việt Nam.

## Tên gọi
Tên gọi đúng của phường là Quan Triều. Sở dĩ được đặt như vậy là vì ngày xưa, nơi đây thuộc phủ Phú Lương, có một người anh hùng có công với đất nước là anh hùng Dương Tự Minh. Ông làm quan dưới 2 triều Lý Anh Tông và Lý Thần Tông. Được cả hai vua gả con gái cho là công chúa Diên Bình và Thiều Dung. Về sau, để tưởng nhớ công ơn của ông, nhân dân đã đặt tên cho vùng đất này là Quan Triều, theo như điền tích về ông Dương Tự Minh. Còn lý do nhiều nơi gọi là Quán Triều là vì có nhiều người đọc chệch cho dễ nghe, kèm theo thương hiệu xi măng Quán Triều nổi tiếng nên gây ra sự nhầm lẫn.

## Địa lý
Phường Quan Triều nằm ở phía bắc thành phố Thái Nguyên, có vị trí địa lý:
- Phía đông giáp phường Quang Vinh
- Phía tây giáp phường Tân Long và xã Phúc Hà
- Phía nam giáp phường Quang Trung và xã Quyết Thắng
- Phía bắc giáp xã Cao Ngạn và xã Sơn Cẩm.

Phường Quan Triều có diện tích 2,81 km², dân số năm 1999 là 7.163 người, mật độ dân số đạt 2.549 người/km².
Phường có tuyến quốc lộ 3 chạy qua. Ngoài ra, trên địa bàn phường có ga Quan Triều, là điểm cuối của đường sắt Hà Nội - Quan Triều và là điểm đầu của đường sắt Quan Triều - Núi Hồng.

## Lịch sử
Sau năm 1975, Quan Triều là một phường thuộc thành phố Thái Nguyên.
Đến năm 2019, phường Quan Triều được chia thành 25 tổ dân phố, đánh số từ 1 tới 25.
Ngày 11 tháng 12 năm 2019, sáp nhập tổ dân phố 2 và một phần tổ dân phố 3 vào tổ dân phố 1, sáp nhập tổ dân phố 4 với phần còn lại của tổ dân phố 3 và một phần hai tổ dân phố 5, 6 thành tổ dân phố 2, sáp nhập tổ dân phố 7 và phần còn lại của hai tổ dân phố 5, 6 thành tổ dân phố 3, sáp nhập hai tổ dân phố 8 và 9 thành tổ dân phố 4, sáp nhập hai tổ dân phố 10 và 11 thành tổ dân phố 5, sáp nhập hai tổ dân phố 12 và 14 thành tổ dân phố 6, sáp nhập hai tổ dân phố 13, 17 và một phần tổ dân phố 21 thành tổ dân phố 7, sáp nhập hai tổ dân phố 18, 19 và một phần của hai tổ dân phố 20, 21 thành tổ dân phố 8, sáp nhập hai tổ dân phố 22, 23 và một phần tổ dân phố 20 thành tổ dân phố 9, sáp nhập phần còn lại của hai tổ dân phố 20 và 21 thành tổ dân phố 10, sáp nhập hai tổ dân phố 15 và 16 thành tổ dân phố 11, sáp nhập hai tổ dân phố 24 và 25 thành tổ dân phố 12.

## Hành chính
Phường Quan Triều được chia thành 12 tổ dân phố: 1, 2, 3, 4, 5, 6, 7, 8, 9, 10, 11, 12.

## Kinh tế - xã hội
Trên địa bàn phường Quan Triều có nhà máy giấy Hoàng Văn Thụ, được cho là nguồn ảnh hưởng lớn nhất đến nạn ô nhiễm trên sông Cầu. Quan Triều có một phần của băng tải than từ mỏ Khánh Hòa đến nhà máy nhiệt điện Cao Ngạn đi qua. Chợ chính của phường họp chính vào buổi chiều.

## Danh nhân
Phường Quan Triều là quê hương của Dương Tự Minh, thủ lĩnh phủ Phú Lương trong suốt hai triều vua Nhà Lý.